# زاگیتاریا مونتویدنسیس
زاگیتاریا مونتویدنسیس(نام علمی: Sagittaria montevidensis) که بنام سرپیکانی غول‌پیکر نیز شناخته میشود، نام یک گونه از تیره قاشق‌واشیان است.

## نگارخانه

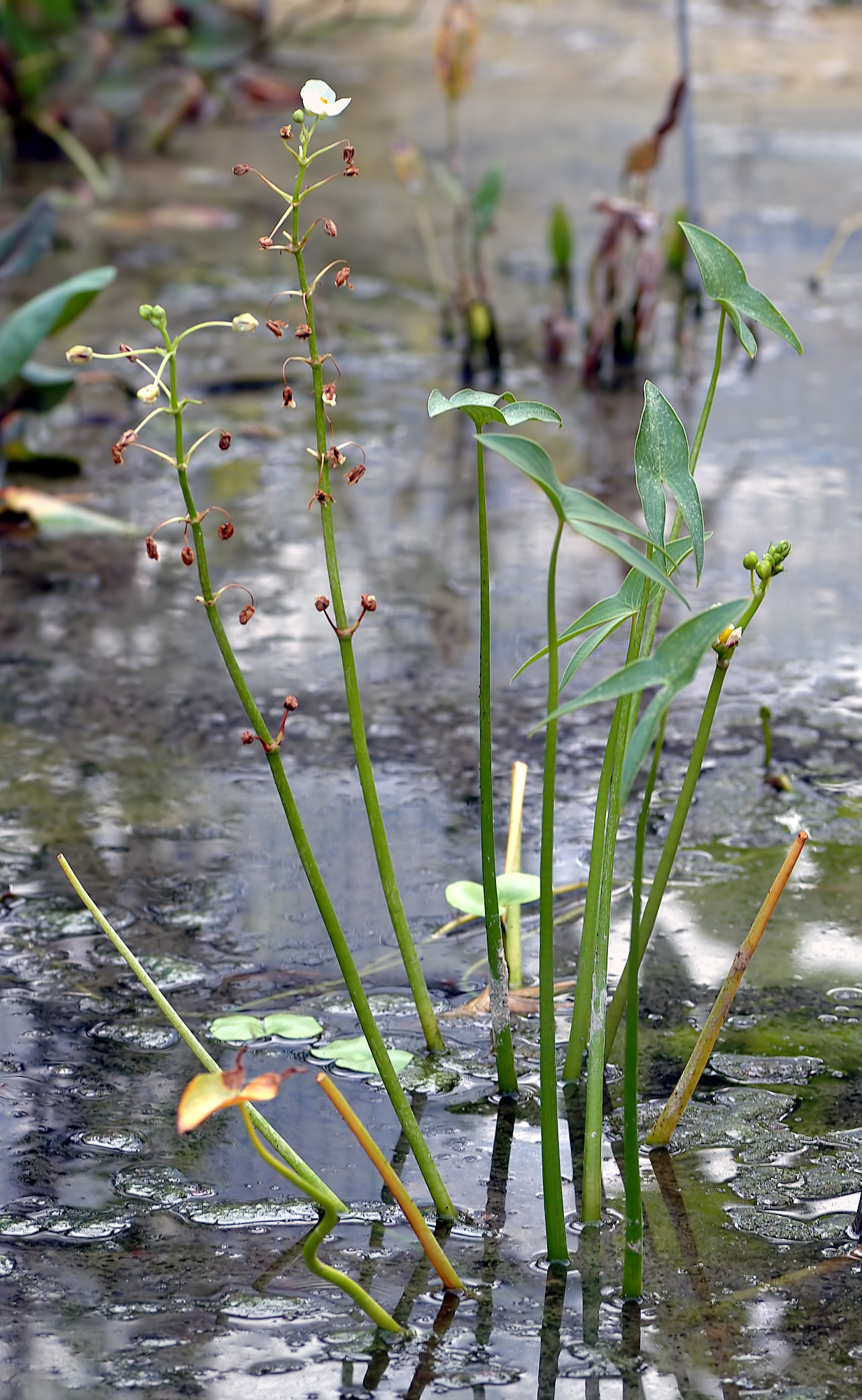
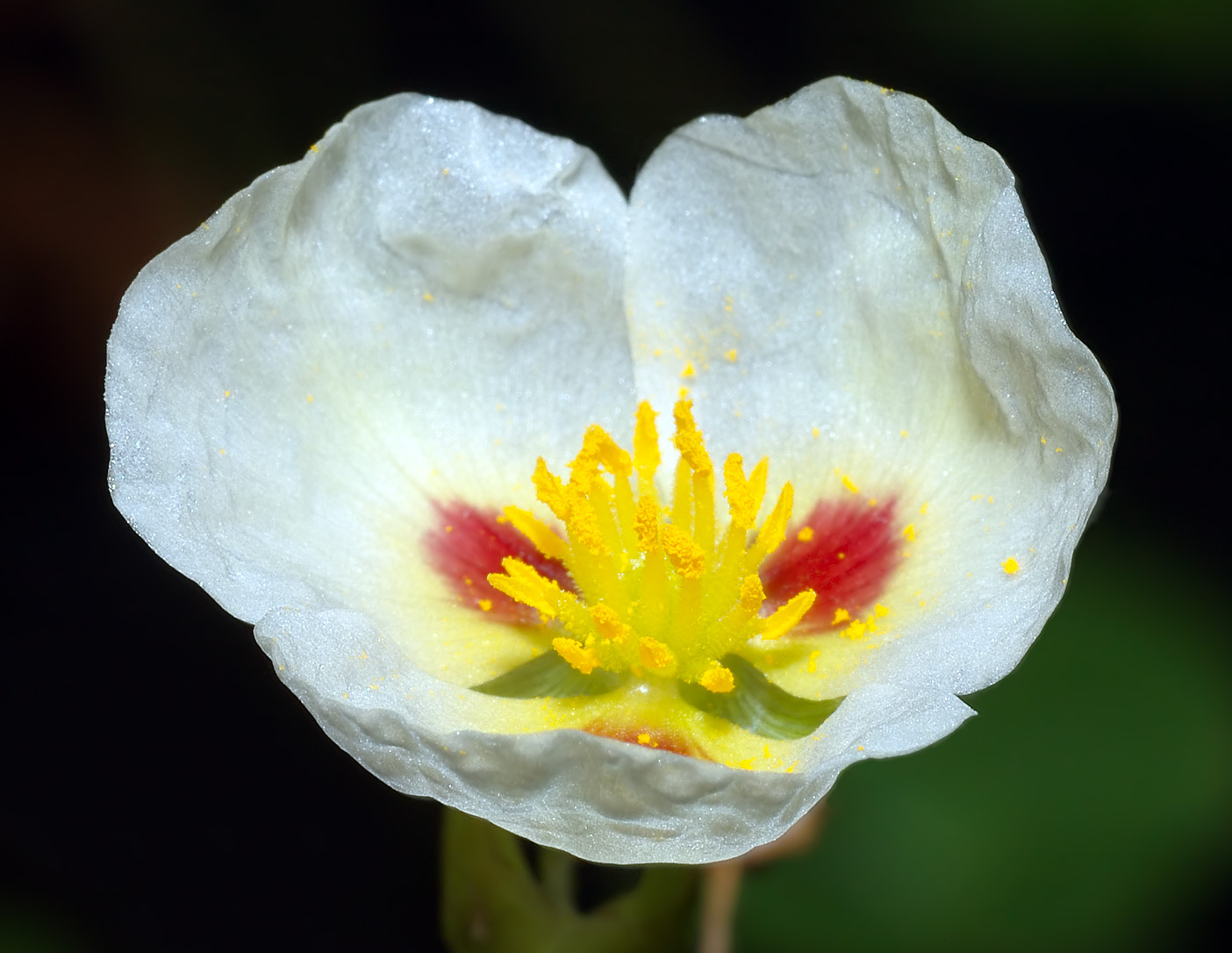
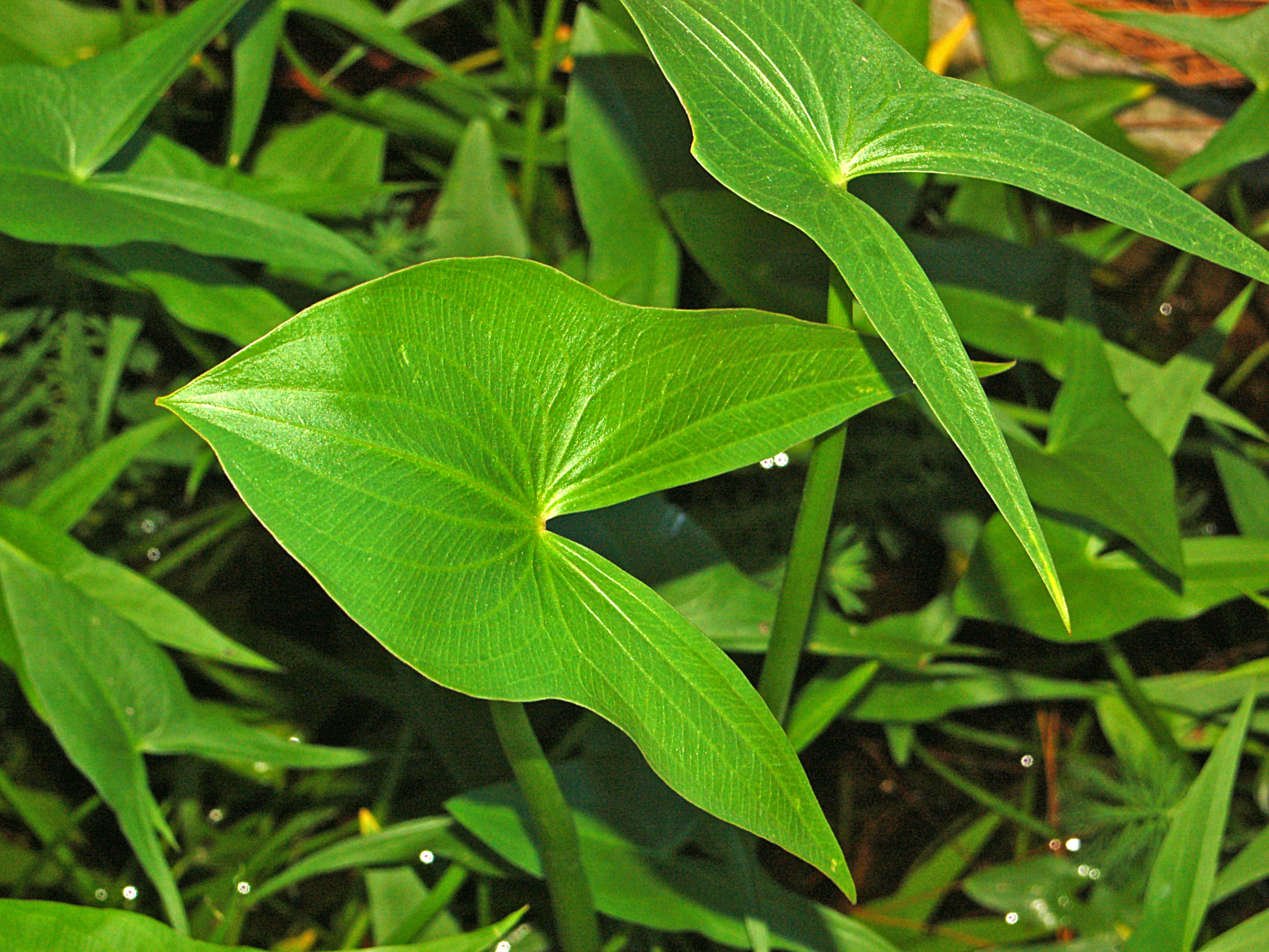